# Matachel
El riu Matachel és un riu del centre d'Espanya, un dels més importants afluents del riu Guadiana.
Des del seu naixement a la Sierra Morena fins a la seva desembocadura a les proximitats de la localitat de Don Álvaro, propera a Mèrida, la capital extremenya, el Matachel corre íntegrament a la província de Badajoz dividint pràcticament per la meitat a la comarca de Tierra de Barros de la que és la seva principal via fluvial. En el seu tram final el Matachel és regulat pel pantà d'Alange.
La conca del riu Matachel és molt poc pronunciada, originant una xarxa de drenatge sinuosa i densa en la que també participen un gran nombre de rierols i torrents estacionals. El clima mediterrani que caracteritza la zona, marca grans diferències estacionals en el seu cabal, arribant a ser pràcticament testimonial en època estiuenca. Té per afluents diversos rierols estacionals, de marcat caràcter mediterrani. Destaquen a la riba esquerra el riu Bonhabal, el Retín i la Rivera de Usagre; i, per la dreta, el riu San Juan i el Palomillas.
A les seves aigües i ribes hi ha fauna d'elevat valor ecològic com el jarabugo (endèmic del Guadiana), el meloncillo, la geneta o el gat mesquer.